# Amphithalassius piricornis
Amphithalassius piricornis är en tvåvingeart som beskrevs av Ulrich 1991. Amphithalassius piricornis ingår i släktet Amphithalassius och familjen styltflugor. Inga underarter finns listade i Catalogue of Life.